# Pierres de Gargantua
Les Pierres de Gargantua, appelées aussi Pierres de Villemafroy, sont deux dolmens situés à Membrolles  dans le département de Loir-et-Cher.

## Description
Les deux dolmens sont distants de moins de 40 m. 
Le premier dolmen est orienté nord-sud. Il se compose d'une table de couverture sub-ovalaire de 2,70 m de long sur 2,20 m de large qui repose sur trois orthostates de respectivement 1,50 m par 0,60 m et 0,40 m au sud, 1,70 m par 0,60 m par 0,40 m à l'est et 1,40 m par 1,10 m à l'ouest. La chambre ouvre au nord. L'entrée est précédée d'un petit bloc de 0,60 m par 0,40 m et 0,30 m.
Le second dolmen est composé d'une table de couverture orientée nord-est/sud-ouest de 2,70 m sur 1,50 m reposant sur un bloc renversé d'environ 1 m de largeur. Deux autres blocs sont visibles au nord.
Tous les blocs sont en calcaire de Beauce d'origine locale.